# Nazionale maschile di pallacanestro della Svizzera
La nazionale maschile di pallacanestro svizzera rappresenta la Svizzera nelle competizioni internazionali di pallacanestro organizzate dalla FIBA ed è gestita dalla Federazione Svizzera di Basket-ball.

## Storia
La nazionale svizzera partecipa alle competizioni FIBA dal 1932.
Ha preso parte a 5 europei e 3 Olimpiadi.

## Piazzamenti

### Olimpiadi
- 1936 - 9°
- 1948 - 21°
- 1952 - 17°

### Campionati europei
- 1935 - 4°
- 1946 - 5°
- 1951 - 13°
- 1953 - 11°
- 1955 - 14°

## Formazioni

### Olimpiadi
Pallacanestro ai Giochi della XI OlimpiadeBergmann, Carlier, Karlen, Laederach, Lambercy, Pollet, Paré, Vuilleumier, Bonardelly, Moret, Ostengo, Péclet, Stettler, All. Henri Luciri
Pallacanestro ai Giochi della XIV Olimpiade3 Stockly, 4 Gujer, 5 Pollet, 6 Chollet, 7 Chevalley, 8 Albrecht, 9 Bossy, 10 Geiser, 11 Tribolet, 12 Landini, 13 Paré, 14 Dutoit, 15 Baumann, 16 Piaget,        All. André Mottier
Pallacanestro ai Giochi della XV Olimpiade3 Stockly, 4 Albrecht, 5 Redard, 6 Chollet, 7 Domenjoz, 8 Wohler, 9 Bossy, 10 Moget, 11 Chiappino, 12 Prahin, 13 Baumann, 14 Cottier, 15 Schmied, 16 Voisin,        All. James Larry Strong

### Europei
Campionato europeo maschile di pallacanestro 1935Karlen, Lambercy, Vuilleumier, Pollet, Paré, Mottier, Rädle, Sidler, All. -
Campionato europeo maschile di pallacanestro 19463 Stockly, 4 Keller, 5 Winkler, 6 Hofmann, 7 Gallay, 8 Gujer, 9 Bossy, 10 Geiser, 12 Pollet, 13 Paré, 15 Wohler, 20 Sanguin,        All. -
Campionato europeo maschile di pallacanestro 19513 Stockly, 4 Gujer, 5 Winkler, 6 Bugna, 7 Droz, 8 Baumann, 9 Bossy, 10 Wohler, 11 Chiappino, 12 Dutoit, 13 Hermann, 14 Prahin, 15 Perroud,        All. -
Campionato europeo maschile di pallacanestro 19533 Laverniaz, 4 Albrecht, 5 Redard, 6 Devaud, 7 Hermann, 8 Hofmann, 9 Bossy, 10 Cottier, 11 Chiappino, 12 Emery, 13 Wittwer, 14 Currat, 15 Balmelli, 16 Voisin,        All. Paul Kilegian
Campionato europeo maschile di pallacanestro 19553 C. Lambrecht, 4 Albrecht, 5 Redard, 6 Currat, 7 Baumann, 8 V. Bally, 9 Bossy, 10 Cottier, 11 Chiappino, 13 Etter, 14 Chevalley, 15 Voisin, 16 P. Worpe, 17 M. Robert,        All. Théo Winkler

## Commissari tecnici
- ????-????:  André Mottier
- 1951-1952:  James Larry Strong
- ????-????:  Paul Kilegian
- ????-????:  Théo Winkler
- 1975-1976:  Celestín Mrázek
- 1979-1982:  Moncho Monsalve
- 1982-1986:  Hugo Harrewijn
- 1986-1991:  Maurice Monnier
- 1991-1994:  Michel Roduit
- 1993-1994:  Joe Whelton
- 1994:  Jean-Paul Rebatet
- 1994-1996:  Mario De Sisti
- 1996-1997:  Guido Saibene
- 1997-2000:  Duško Ivanović
- 2000-2004:  Renato Carettoni
- 2004-2008:  Emmanuel Schmitt
- 2008-2012:  Sébastien Roduit
- 2012-2017:  Petar Aleksić
- 2017-2021:  Gianluca Barilari
- 2021-:  Īlias Papatheodōrou

## Nazionali giovanili
- Selezioni giovanili della nazionale di pallacanestro della Svizzera